# Racoșul de Sus, Covasna
Racoșul de Sus (în maghiară Felsőrákos, colocvial Rákos, în dialectul săsesc Riukesch, în germană Ober-Krebsdorf) este un sat ce aparține orașului Baraolt din județul Covasna, Transilvania, România.

## Descoperiri arheologice
La începutul lunii august 2008, într-o mină de lignit din această comună a fost descoperit întâmplător scheletul unui mastodont Borsoni. Oasele au o vechime de 2,5–3 milioane de ani, fiind unic în România și cel mai bine conservat din Europa.

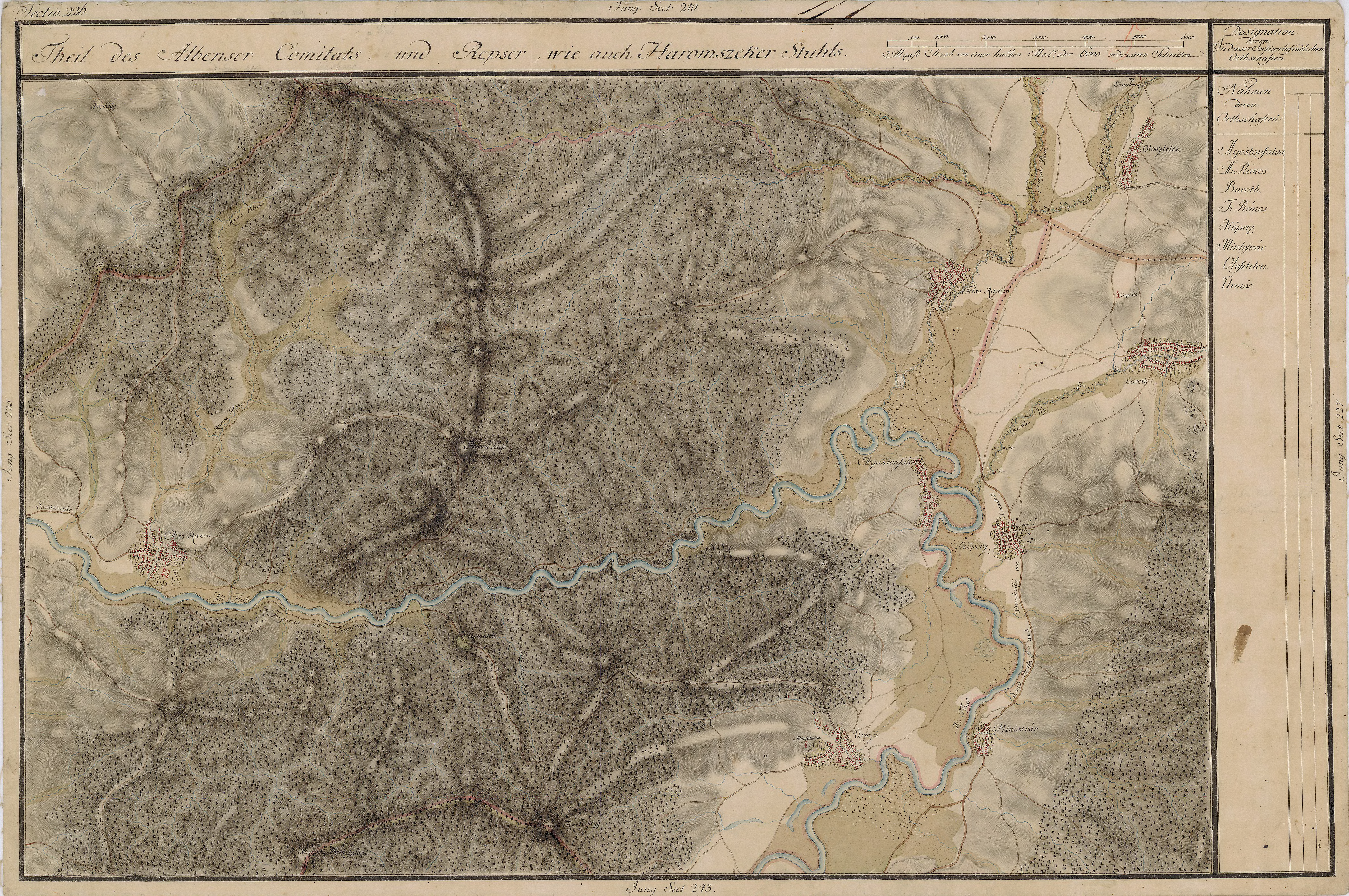
Racoșul de Sus în Harta Iosefină a Transilvaniei, 1769-1773